# Estación Cañadón Iglesia
Cañadón Iglesia es una ex estación ferroviaria que cumplía tareas de embarcadero para el Ferrocarril Central del Chubut que unía la costa norte de la provincia del Chubut con la localidad de Las Plumas en el interior de dicha provincia. La exestación se encuentra dentro de la localidad del mismo nombre. 

## Toponimia

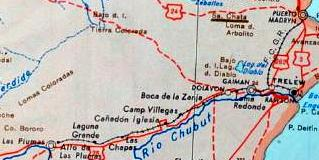
Mapa de los puntos más relevantes del ferrocarril en 1962 ya con la denominación Cañadón Iglesia impuesta.

Esta estación se denominó genéricamente como Kilómetro 161 por hallarse a esa distancia de Puerto Madryn. Luego, se le impuso mediante el decreto N.º 141.998, el nombre de Cañadón Iglesia. Sin embargo, ese nombre nunca fue registrado en los diferentes itinerarios e informes, ni siquiera apreció en la recopilación de nombre de estaciones de 1942 y apenas se registra en un mapa de 1962. Su nombre ferroviario tuvo incluso controversias en diferentes itinerarios la estación era nombrada como desvío Kilómetro 162 y en otros documentos, como en los horarios de 1955, volvía a aparecer como Kilómetro 161.

## Características
La exestación se ubica a aproximadamente 217 metros sobre el nivel del mar. Cuando el ferrocarril inició su ampliación final hacia Las Plumas debió sortear el extenso Cañadón de la Iglesia que contaba con una geografía muy irregular. Como solución se escogió un paso por una quebrada que se desprende del cañadón mucho más suave en pendiente. La alta planicie septentrional del Cañadón de la Iglesia fue descripta con mejores pastos que la planicie inferior del vertiente.
La ausencia de población significativa en la zona para el tramo desde estación Campamento Villegas, pasando por esta estación hasta la punta de riel en Las Plumas causó que el servicio de pasajeros fuera ocioso. De este modo, esta extensa porción del ferrocarril fue considerada optativa de uso para subir y bajar pasajeros y determinó que las estaciones y los desvíos hasta la punta de riel hayan permanecido clausurados o reducidos a apeaderos gran parte de los itinerarios.
Cumplía la tarea de embarcadero para el servicio de pasajeros y cargas. Se informa también que se emitía guía, con indicación del embarcadero, a o de la estación más allá. Habilitado únicamente para el recibo de cargas con flete pagado en procedencia y para el despacho de cargas con flete a pagar en destino. Recibo y despacho cargas por vagón completo únicamente.
Por otro lado, este punto era de los pocos desvíos que brindaba funciones auxiliares para el personal ferroviario; dado que el posteo telefónico que acompañaba a los rieles tenía aquí un teléfono instalado en una garita para la comunicación con las centrales.
Existen tres fuentes que proporcionaron cual era la longitud de la vía auxiliar de este desvío: la primera es el itinerario de 1934 que arrojó 600 metros. En cambió, el itinerario de 1940 describe un apartadero de 696 metros de longitud. Esta medición concuerda con una recopilación de datos del itinerario de 1945 e informes de la época de clausura detalló que el desvío era de 696 metros de longitud. No obstante, este informe aclara que este punto era una estación de 3ª categoría capaz de brindar servicios de pasajeros y cargas: "Se emite guía, con indicación del embarcadero, a o de la estación más allá. Habilitado únicamente para el recibo de cargas con flete pagado en procedencia y para el despacho de cargas con flete a pagar en destino. Recibo y despacho cargas por vagón completo únicamente."
Posiblemente, la diferencia se deba a una mejor medición, ampliación o un error en la recopilación de datos. No obstante, los tres documentos solo notan a Cañadón Iglesia con un simple desvío.

## Funcionamiento
Un análisis de itinerarios de horarios de este ferrocarril a lo largo del tiempo demuestra como fue variando la importancia y el desempeño de Cañadón Iglesias como estación. 
La estación figura en los informes de horarios desde el año 1928 mostró al ferrocarril completamente dividido en dos líneas. Desde Madryn partía la línea «Central del Chubut» con destino a Dolavon, previo paso por las intermedias. La segunda era llamada «A Colonia 16 de Octubre». Aunque el tren no arribaba a dicha colonia, lo hacía en combinación con buses. Esta línea recorría el resto del tendido hasta Alto de Las Plumas. Sin embargo, el punto de salida era Rawson y no Madryn. El viaje iniciaba los lunes y viernes a las 9:25 y culminaba a las 18:57. El tren en esta línea arribaba a esta estación 15:15. Estando distanciada por 1:05 minutos de Km 192. Este informe la nombra como Desvío Km 162.
El segundo informe de 1930 expuso unificadas las dos líneas anteriores y puso a Madryn como cabecera. El viaje partía los lunes y viernes de estación Puerto Madryn a las 7:30 y arribaba a Las Plumas a las 19:35. Se vio también como Rawson perdió el protagonismo frente a Trelew, que se mostró eje de otras líneas. En esta línea principal el tren arribaba a Cañadón Iglesia a las 15:50. Estaba separada de Campamento Villegas por 1:25 y la distancia de 30 kilómetros con Km 192 era cubierta en 1:15 minutos. Este informe se observó que todos los tiempos del ferrocarril empeoraron en general. Por último, la estación volvió a ser llamada Km 162.
El tercer informe de 1934 mostró el viaje principal de la línea que partía desde Madryn a las 8:30 los miércoles con arribo a Alto de las Plumas 20:15. En todos los viajes el trayecto a Cañadón Iglesia le infería a los trenes 8:00 horas. En tanto, la distancia para unirse con Campamento Villegas era de 1:10 minutos y con Las Chapas se requerían 1:10 minutos. Se volvió a llamar a Cañadón Iglesia como Km 161 y se informó el horario de arribo de las formaciones, pero su estatus de parada optativa no cambió.

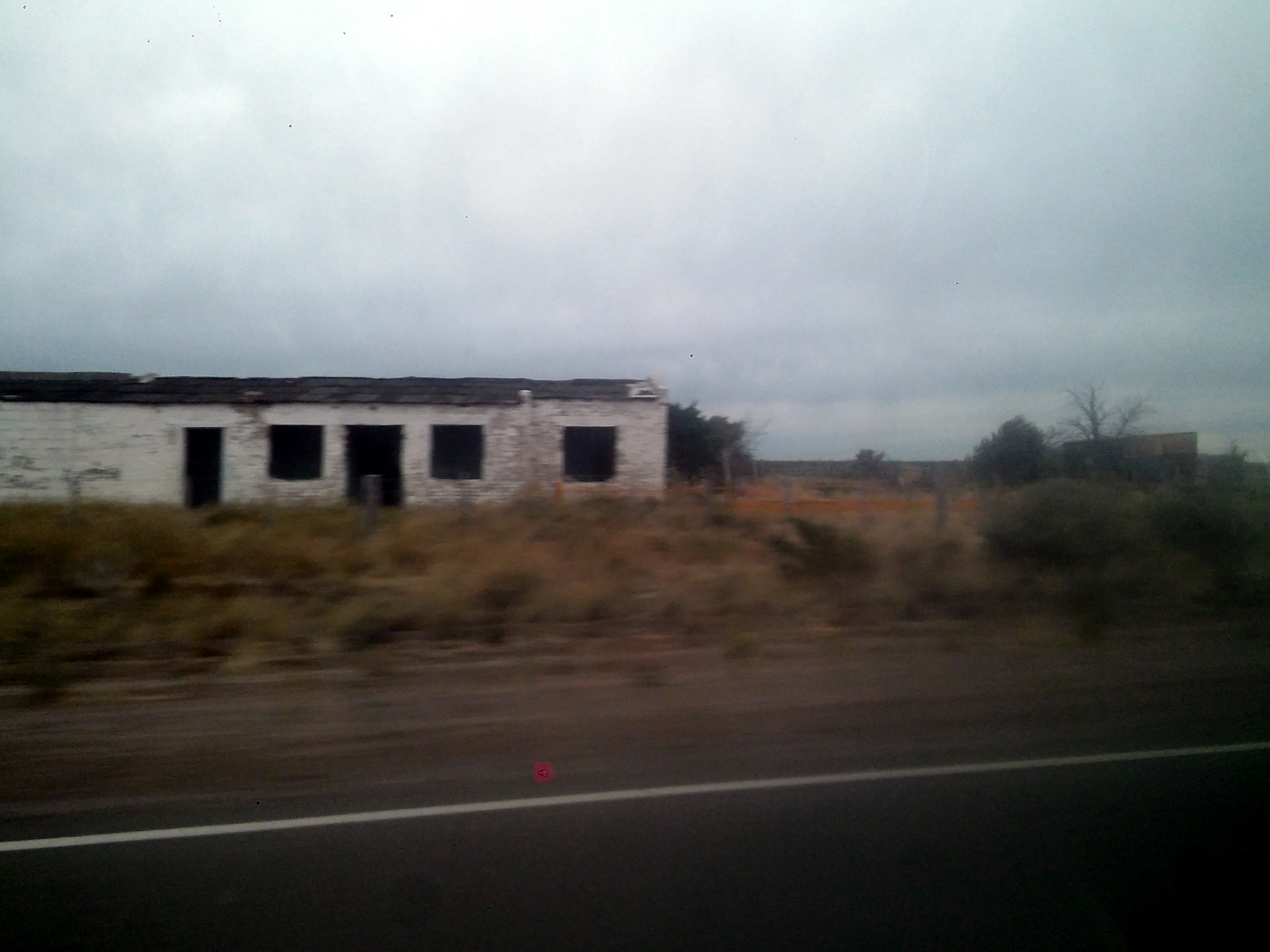
Paraje que se sitúa donde era la estación

El cuarto informe de 1936 constató la mejoría en los tiempos de los viajes a vapor y la novedad de los coches motor. El viaje de larga distancia a Las Plumas se continuó haciendo a vapor. Este iniciaba los miércoles a las 8:45 y culminaba 19:30. La estación mostró un declive y fue reducida a parada opcional de los servicios ferroviarios, parando estos solo si habían pasajeros o cargas para este destino. Por último, la estación fue llamada Desvío Km 161.
El quinto informe del 1 de abril de 1938 expuso leves variaciones. El viaje principal partía los miércoles desde Madryn a Las Plumas a las 8:00 horas para arribar a las 19:30 horas. El tren alcanzaba Cañadón Iglesias a las 16:15. Uno de los datos llamativos del itinerario es que solo describió a este desvío, Km 35 y a Km 95 como los únicos desvíos en toda la línea. Este hecho además de exponer una en clara omisión a todos los demás apeaderos y desvíos; clasificó a esos 3 puntos como los apeaderos más importantes para ese tiempo. No obstante, aunque las 3 eran paradas optativas de los servicios ferroviarios.
El itinerario de Ferrocarriles del Estado del 15 de diciembre de 1940 detalla que el viaje principal partía los miércoles desde Madryn a Las Plumas a las 7:45 horas, paso por Cañadón Iglesia 16:15 y arribo a las 19:30 horas a Las Plumas; mientras que el regreso se emprendía desde Las Plumas los jueves las 7:00, con visita por Cañadón Iglesia 10:15 y llegada a Madryn a las 17:30. Además, el itinerario informó que este punto solo era un desvío y que no poseía edificación de ningún tipo para pasajeros. Por último, el documento comunica que se precisaba 1 hora para unir la distancia con Las Chapas y 1:05 minutos para hacer el recorrido hacia Campamento Villegas.
El informe de 1942 no brindó grandes variaciones con el de 1936. Solo que el servicio partía los miércoles desde Madryn a Las Plumas a las 8:00 horas para arribar a las 19:30 horas. El tren pasaba por esta estación a las 16:15, dejando de ser parada opcional de los servicios ferroviarios. Asimismo, los tiempos de viajes mejoraron pasando a ser 1:05 minutos a Campamento Villegas por 1:25 y la distancia de 24 kilómetros con Las Chapas era cubierta en 1:05 minutos. En tanto, fue nombrada como Desvío Km 161.
El itinerario de 1946 es uno de los más completos que abordó al ferrocarril. En el informe se comunicó la continuidad de existencia de la línea a Colonia 16 de octubre y la del Central del Chubut. El viaje partía siempre en trenes mixtos de cargas y pasajeros. El tren salía de Madryn a las 7:30, luego el viaje culminaba en Altos de Las Plumas a las 19:30. El tiempo de 12 horas de viaje se debió a que el mismo se hacía a vapor. Los servicios de trenes mixtos arribaban a esta estación a las 16:10, estando separada de Campamento Villegas por 1:05 minutos y de Las Chapas por 1 hora. Este viaje solo se hacía los miércoles. En este itinerario apareció con categoría de parada opcional de los servicios ferroviarios, confirmando la decadencia de los anteriores informes.
El mismo itinerario con fecha el 15 de diciembre de 1946 fue presentado por otra editorial y en el se hizo mención menos detallada de los servicios de pasajeros de este ferrocarril. El itinerario difirió principalmente en lo relacionado con varios puntos como estaciones y apeaderos que fueron colocados con otros nombres. Sin embargo, la diferencia más notable fue la ausencia de los desvíos Km 11, Km 22,  Km 50, Km 114 y Km 122. La estación permaneció clausurada o como apeadero.
El itinerario emitido el 10 de diciembre de 1948 describió el viaje de cargas por primera vez. Este viaje tenía paradas en todos los puntos hasta la punta de riel y la particularidad que iniciaba en Trelew los martes desde las 9 en forma condicional, pasando por Cañadón Iglesia a las 14:00 y finalizando en Altos de Las Plumas a las 17:15; mientras que el  regreso se producía los viernes desde las 8:25 con paso por Cañadón Iglesia a las 11:15 y arribo a Trelew a las 15:55. En cuanto al viaje completo, iniciaba en Madryn a los jueves desde las 7:40, pasando por Cañadón Iglesia a las 15:10 y finalizando en Altos de las Plumas a las 18:20. El regreso se producía los viernes desde las 9:20, previo paso por este punto a las 12:04 y arribo a Madryn a las 19:20. En cuanto al funcionamiento del ferrocarril en este punto, Cañadón Iglesia fue parada del servicio de cargas; mientras que en el viaje hacia Altos de las Plumas se mantuvo como parada optativa.     
Para el último informe de horarios de noviembre de 1955 se volvió a ver disociada a la estación Madryn del resto de las líneas. En este informe se comunicó que los servicios de pasajeros corrían desde las 10:30 de Trelew en trenes mixtos hacia Las Plumas con arribo a las 17:43. El tren pasaba por este punto a las 14:37. En tanto, estaba separada de Las Chapas por 1 hora y para unir los 20 kilómetros que la separaban de estación Campamento Villegas se necesitaba 1 hora, con una evidente mejora. Sorpresivamente, el itinerario clasificó este punto como habilitado para todos los servicios ferroviarios.